# 湊栄吉
湊 栄吉（みなと えいきち、1894年（明治27年）4月14日 - 1978年（昭和53年）12月2日）は、日本の政治家。1959年から1971年まで富山市長を3期務めた。

## 来歴
富山県上新川郡東岩瀬町（現富山市東岩瀬町）出身。富山県立富山中学校（現富山県立富山高等学校）卒業。1929年（昭和4年）富山市議会議員に初当選、以後富山市議会議員（3期）、富山県議会議員（3期、自由党（現自由民主党）公認、1952年から1954年まで富山県議会議長）、自由党県連幹事長を歴任。
1959年（昭和34年）富山市長に当選就任。以後1971年まで3期にわたり市長を務めた。
全国市長会理事、加越能鉄道（現加越能バス）取締役、立山黒部貫光取締役を歴任。
1965年（昭和40年）地方自治功労者として、勲四等旭日小綬章を授与される。1971年（昭和46年）勲三等瑞宝章受章（自治功労）。